# 魔戒電影三部曲
魔戒電影三部曲包括三部實景真人的奇幻史詩電影：《魔戒首部曲：魔戒現身》（2001年）、《魔戒二部曲：雙城奇謀》（2002年）及《魔戒三部曲：王者再臨》（2003年），是以J·R·R·托爾金著作的小說《魔戒》的三冊書改編而成，電影大抵依循小說的主線故事，但也加入了一些新元素及一些偏離原著的情節。
故事背景是虛構的中土大陸，電影三部曲的重點都集中在少年的哈比人佛羅多·巴金斯及魔戒遠征隊執行毀掉至尊魔戒的任務，以及消滅至尊魔戒的制造者指环王索倫。隨著情節的發展，魔戒遠征隊分崩析離，佛羅多、他的忠實夥伴山姆及奸詐的咕嚕繼續執行任務。同時，巫師甘道夫、流亡的剛鐸王位繼承者亞拉岡聯合中土大陸的自由子民對抗索倫，最終在魔戒聖戰取得勝利。
魔戒三部曲由彼得‧傑克森執導，新線影業發行。魔戒三部曲被視為規模最宏大的電影之一，共投入了2.85億美元，整個電影拍攝計劃歷時八年，三部電影的拍攝工作都在傑克森的家鄉紐西蘭進行。三部曲的每一部電影都有特別加長版，特別加長版在電影公映的一年後以DVD形式發行。
魔戒三部曲取得相當高的電影票房收入，三部電影分別名列最高電影票房收入的第27位、第20位及第6位（排名不考慮通貨膨脹）。魔戒三部曲得到好評，在30項奧斯卡金像獎提名裡贏得17項，電影的演員、創新性的技術運用及電腦繪圖效果都得到廣泛的稱讚。而該系列的终结片，《王者再臨》，更被提名十一项奧斯卡獎，獲得十一項獎項，成為繼《鐵達尼號》和《賓漢》外，第三部獲得十一項奧斯卡獎的电影。
三部曲常被縮寫成英語LotR，FotR、TTT及RotK（分別指三部電影）等寫法。
傑克森又拍攝了前传《哈比人歷險記》三部，第一部《哈比人：意外旅程》在2012年12月上映。第二部《哈比人：荒谷惡龍》在2013年12月上映。第三部《哈比人：五軍之戰》於2014年12月上映。
美國藝電獲得新線影業的官方授權，將魔戒電影三部曲當中的影片內容，改編為電子遊戲，分別是《魔戒二部曲：雙城奇謀》和《魔戒三部曲：王者再臨》。
前傳動畫電影《魔戒：洛汗人之戰》暫定於2024年12月31日上映，前傳網絡影集《魔戒：力量之戒》計劃於2022年9月2日在亞馬遜影片首播。

## 開發
導演彼得傑克森首次接觸《魔戒》是當他看1978年雷夫·巴克西執導的動畫電影《魔戒》，「欣賞（電影）並希望進一步認識」。在他17歲時，他在威靈頓至奧克蘭的火車上讀了魔戒的電影小說。
1995年，傑克森完成了《恐怖幽靈》，考慮制作電影《魔戒》，慨歎「為何沒有人想去為《魔戒》幹點甚麼」。在《侏羅紀公園》後，電腦繪圖技術有長足的發展，傑克森計劃拍攝一部相對認真及感覺真實的奇幻電影。10月，他和弗朗西絲·威爾士聯同米拉麥克斯影業的老闆哈維·溫斯坦（Harvey Weinstein）與在1970年代起便擁有魔戒電影版權的索爾·薩茲（Saul Zaentz）商討，索爾·薩茲改編過《哈比人歷險記》及兩部關於《魔戒》的作品。《魔戒》的談判陷入膠著，同時環球影業提議讓彼得·傑克森改編《金剛》。溫斯坦感到憤怒，及後又發現索爾·薩茲根本沒有《哈比人歷險記》的經銷權，聯美才擁有其經銷權。1996年4月，版權問題仍未獲解決，傑克森決定先制作《金剛》，環球與米拉麥克斯達成協議，環球將收取《魔戒》的海外收益，而米拉麥克斯則收取《金剛》的海外收益。
1997年，環球中止了《金剛》的制作，傑克森及威爾士迅即得到溫斯坦的支持，開始了為期六周的產權轉讓工作，傑克森及威爾士請寇斯塔·包提斯（Costa Botes）寫了魔戒小說的綱要，又開始重新閱讀小說。兩至三個月後，他們寫下了電影前製論述。第一部電影的內容包括了小說《魔戒首部曲：魔戒現身》、《魔戒二部曲：雙城奇謀》及《魔戒三部曲：王者再臨》的開端，以薩魯曼之死、甘道夫及皮聘趕往米那斯提力斯終結。在電影前製論述裡，關赫及甘道夫從薩魯曼那裡逃脫後來到伊多拉斯，咕嚕攻擊魔戒遠征隊分散前的佛羅多，農夫馬嘎、葛羅芬戴爾、瑞達加斯特、伊萊丹及伊羅何等角色都會登場，還有比爾博參與愛隆會議、山姆會注視凱蘭崔爾的鏡子、薩魯曼在死前作出補償、戒靈在敗亡前會進入末日火山這些情節。他們向哈維·溫斯坦及鮑伯·溫斯坦（Bob Weinstein）提交論述，鮑伯·溫斯坦沒有看過原著小說，他們希望透過電影劇本創作來打動他。他們同意制作兩部電影，一共投入7500萬美元。
1997年中，傑克森、威爾士及斯蒂芬·辛克萊開始創作劇本。辛克萊的友人菲利帕·鮑恩斯（Philippa Boyens）是魔戒小說的愛好者，他在看過電影前製論述後加入了編劇組。他們花費了13-14個月創作兩部電影的劇本，分別有147頁及144頁，因受合約所限，辛克萊在此後退出了工作。經修改後，山姆被發現竊聽而被迫與佛羅多同行，梅里及皮聘推斷出至尊魔戒的事情，在遇到佛羅多後自願追隨。此外，又以倒敍的方式描述甘道夫在歐散克塔的事情，羅斯洛立安的部分被去掉，凱蘭崔爾在瑞文戴爾跟隨原著行動。迪耐瑟二世及他的兒子參與愛隆會議。其他的改動包括亞玟出現並拯救佛羅多、與洞穴食人妖的打鬥、伊歐玟殺死安格馬巫王。
制片人馬提·凱茲被派到紐西蘭，在經歷了四個月的觀察後，他向米拉麥克斯反映，電影可能會花費約1.5億美元。米拉麥克斯無法負擔那麼龐大的費用，其中1500萬美元已經支出，於是決定將兩部電影合併為一部。1998年6月17日，鮑伯·溫斯坦發佈了兩小時長的魔戒電影版的電影前製論述，他建議刪去布理及聖盔谷之戰的情節、合併剛鐸及洛汗、伊歐玟變成了伊歐墨的親姐妹、縮短瑞文戴爾及摩瑞亞的情節、樹人出現阻止了強獸人擄走梅里及皮聘。傑克森不滿於「過半的好東西被刪去」而停止制作，米拉麥克斯宣佈威塔工作室制作的成果及文本都屬米拉麥克斯所有。傑克森出發到荷里活，展出他們長達35分鐘的影像，直到吸引了新線影業的制片人馬克·奧戴斯基（Mark Ordesky）的注意。新線影業制片人羅伯特·沙耶（Robert Shaye）看了影像，提出小說出版了三冊，而他們的電影只有兩部，他希望能制作電影三部曲。傑克森、威爾士及鮑恩斯遂開始著手於三部電影的劇本創作。
將電影擴展至三部，無疑大為提升了自由度，傑克森、威爾士及鮑恩斯須調整他們的劇本。電影三部曲並非剛好對應魔戒的三冊小說，其實是改編電影的三部分。與托爾金的小說相比，傑克森採用更為時序性的方式處理。佛羅多的任務是故事的重點所在，亞拉岡為次。一些與這兩條主線並沒有直接關係的情節（如湯姆·龐巴迪及臨水之戰）則被略去。制作人員致力於創造一個令人滿意的結局，確保解說不會拖慢節奏。托爾金小說裡一些含糊不清的部分也得到了擴展和補充，如戰役及生物等。
另外，人物性格也被改寫，亞拉岡、希優頓及樹鬍也加入了自我懷疑的元素，凱蘭崔爾、愛隆及法拉墨的性格也被陰暗化，波羅莫及咕嚕則顯得較為令人同情，勒苟拉斯、金靂、薩魯曼及迪耐瑟的個性被簡化。一些角色如亞玟及伊歐墨與小說裡較為次要的角色葛羅芬戴爾及鄂肯布蘭德合併。一些對話有時會根據鏡頭的合適性而轉換角色及地點。一些新的鏡頭也被加入以延展人物性格，在電影製作的時候，劇本也繼續發展，部分是由於演員希望進一步展示他們的角色個性，當中最為顯著的是亞玟，她原本被設計成一位王女戰士，後來改為相應小說裡較為不活躍的角色。
對魔戒電影制作最為詳盡全面的研究可見於電影史學家克莉絲汀·湯普森（Kristin Thompson）的著作《佛羅多特權》（The Frodo Franchise，2007年）。
為了制作三部曲的打鬥及劍術，制片人僱用了荷里活公認的劍術大師鮑伯·安德森（Bob Anderson），安德森親自指導維高·摩天臣、卡爾·厄本等演員，發展出電影裡的劍技格鬥及絕技。紀實電影《刀劍傳奇》突出了鮑伯·安德森在魔戒三部曲裡的角色，威塔工作室、理查·泰勒、魔戒小說的插畫家約翰·豪、維高·摩天臣、卡爾·厄本都出現在這套關於劍技的紀實電影裡，討論他們在三部曲裡關於劍的角色。

## 劇情概要

### 魔戒現身
凱蘭崔爾敍述的序言講及索倫鑄造至尊魔戒以圖征服中土大陸，人類及精靈組成聯盟發動最後同盟戰役推翻了索倫。至尊魔戒落入埃西鐸手中。埃西鐸後來被半獸人所殺，至尊魔戒失落，在數千年後才被哈比人史麥戈所獲，因受魔戒的影響，史麥戈成為咕嚕。至尊魔戒急欲返回它的主人索倫手裡，於是離棄咕嚕，被哈比人比爾博·巴金斯所獲。
在比爾博111歲生日當天，比爾博將至尊魔戒讓給堂姪佛羅多·巴金斯。比爾博好友甘道夫經過探查後發現那就是失落的至尊魔戒，由於索倫急欲取得至尊魔戒，甘道夫囑咐佛羅多要儘速帶同魔戒離開夏爾。甘道夫趕往艾辛格與巫師的首領薩魯曼商討對策，薩魯曼透露索倫已派出戒靈奪取魔戒，認為中土自由子民無從抵抗，並邀請甘道夫和他一起加入索倫陣營。甘道夫拒絕，薩魯曼遂將甘道夫囚禁在歐散克塔。
佛羅多和伙伴山姆在趕往布理途中遇到皮聘及梅里。他們在布理遇到神行客，神行客亞拉岡帶領他們趕往瑞文戴爾。他們在風雲頂被戒靈襲擊，佛羅多被戒靈刺傷，生命危在旦夕。女精靈亞玟帶同佛羅多趕往瑞文戴爾，亞玟的父親愛隆救治了佛羅多。
愛隆召開會議商討至尊魔戒的事情。唯一摧毀至尊魔戒的方法就是將它丟進末日火山的火燄裡。佛羅多自願執行這個任務，其哈比人伙伴、甘道夫、亞拉岡、精靈勒苟拉斯、矮人金靂及剛鐸大將波羅莫都加入，組成魔戒遠征隊。他們原本計劃攀越卡蘭拉斯山，但受薩魯曼阻撓。魔戒遠征隊遂穿越摩瑞亞礦坑，他們在礦坑內受到半獸人、食人妖及炎魔的襲擊。甘道夫阻擊炎魔，雙雙墮入深淵。
失去甘道夫的魔戒遠征隊趕往羅斯洛立安謁見女王凱蘭崔爾。整頓以後，眾人沿安都因河朝帕斯加蘭進發。波羅莫急切於利用魔戒拯救剛鐸，於是嘗試從佛羅多手中奪取魔戒。佛羅多有感於魔戒的誘惑力驚人，於是決定獨自前往魔多。此時，魔戒遠征隊受到薩魯曼的強獸人襲擊，後悔行為魯莽的波羅莫為了保護梅里及皮聘而受重傷，梅里及皮聘被強獸人擄走。亞拉岡原諒了波羅莫，波羅莫在死前終承認了亞拉岡是他的國王。亞拉岡、勒苟拉斯及金靂為了營救梅里及皮聘而追踪強獸人。另一方面，佛羅多向北而行，渡過安都因河，尾隨而至的山姆誓死追隨佛羅多。

### 雙城奇謀
電影開首呼應首部曲，甘道夫在摩瑞亞的橋上與炎魔對峙，甘道夫與炎魔墜落深淵。佛羅多從夢境中醒過來，與山姆繼續行程，他們被希望奪回魔戒的咕嚕襲擊，佛羅多及山姆制伏了他，佛羅多正需要一名嚮導引領他們前往魔多，於是讓他引路。
在洛汗，薩魯曼那一支擄走梅里及皮聘的強獸人部隊橫過草原向艾辛格進發，勒苟拉斯、金靂及亞拉岡尾隨追蹤。薩魯曼亦在洛汗國王身邊安插了葛力馬·巧言控制著希優頓。薩魯曼聚集大軍展開攻勢，沿途燒殺破壞，希優頓的兒子希優德戰死。希優頓之甥伊歐墨責難葛力馬，反被葛力馬驅逐，伊歐墨聚集了一些忠實的部下離去。
佛羅多及山姆橫過死亡沼澤，一路上躲避戒靈的空中游戈，終於抵達黑門。黑門被重兵駐守，佛羅多及山姆兩人束手無策，咕嚕建議他們透過另一條秘密的階梯潛入魔多。同時，被驅逐的伊歐墨領導騎兵在法貢森林附近殲滅了梅里及皮聘所在的那一支強獸人，梅里及皮聘逃進法貢森林，並遇到樹鬍。
勒苟拉斯、金靂及亞拉岡遭遇伊歐墨，得知梅里及皮聘生還機會渺茫，亞拉岡仔細查察之下發現梅里及皮聘進入了法貢森林，亦尾隨進入，他們在森林裡遇到白袍巫師，發現竟是重生的甘道夫。他們聯袂來到洛汗都城伊多拉斯，消除了薩魯曼對希優頓的控制，驅逐葛力馬。恢復自我的希優頓得知薩魯曼的威脅後決定將洛汗人民撤至要塞聖盔谷。甘道夫深明以洛汗的現有兵力堅守聖盔谷也不能抵擋薩魯曼的大軍，於是出發前往尋找伊歐墨。
佛羅多、山姆及咕嚕目擊剛鐸軍隊伏擊一支南方人，佛羅多及山姆被剛鐸軍隊擒獲。洛汗人在撤往聖盔谷途中遭遇薩魯曼的狼騎士襲擊，亞拉岡墜落峭壁失蹤。在瑞文戴爾，亞拉岡的戀人亞玟在父親的勸說下出發，準備離開中土大陸。
佛羅多及山姆被帶到漢那斯安南，剛鐸大將法拉墨得悉佛羅多持有魔戒，為了向父親證明他的價值，他決定將佛羅多及至尊魔戒帶到剛鐸。亞拉岡抵達聖盔谷，準備迎戰薩魯曼，一支受愛隆所命的精靈部隊亦赴援。法貢森林的樹鬍召開樹人會議，商討是否應介入戰爭。
聖盔谷之戰在大雨下展開，洛汗戰士奮力抵擋。樹人會議最終決定不介入戰爭，皮聘誘導樹鬍將他們帶到南面，樹鬍發現法貢森林南部的林木被薩魯曼砍伐用作燃料，樹鬍震怒，遂帶領樹人報復。
洛汗一方的形勢急轉直下，亞拉岡等人帶領守軍進行最後的衝鋒，清晨時分，甘道夫引領援軍抵達戰場，擊敗了強獸人大軍。樹人亦控制了艾辛格。法拉墨等人到達奧斯吉力亞斯，該處正在進行戰鬥，法拉墨得悉佛羅多等人的任務，決定釋放他們。咕嚕感到被佛羅多背叛，於是引導兩名哈比人前往「她」那裡。

### 王者再臨
電影開始時講述哈比人德戈及史麥戈發現魔戒的過程，史麥戈殺死德戈並奪取魔戒，從此隱匿深山裡。
返回現在，亞拉岡等人來到艾辛格，和梅里及皮聘會合，但會合時眾人發現梅里和皮聘二人正在大吃大喝享用著薩魯曼的珍藏美食和抽煙斗，並且告訴眾人兩人和樹人們把艾辛格佔領了，但薩魯曼被關在高塔裡，經甘道夫和薩魯曼的論戰後，薩魯曼已想告知甘道夫有關魔多的事情時，卻被葛力馬‧巧言從後偷襲，跌下塔底死亡，真知晶球從袍內流出，葛力馬‧巧言也被勒苟拉斯一箭射死，皮聘下馬拾起了薩魯曼的真知晶球，但被甘道夫取去，希優頓眾人就此返回伊多拉斯後舉行戰後哀悼與慶典。
佛羅多等人逐漸靠近魔多，咕嚕的陰謀面也逐漸呈現，他計劃引導哈比人到西力斯昂哥，讓屍羅殺死他們，他便可獲得魔戒，又開始離間佛羅多與山姆。
出於好奇的皮聘偷看真知晶球，他看到燃燒中的聖白樹，索倫透過心靈接觸拷問皮聘。甘道夫以此推斷索倫準備進攻米那斯提力斯，於是攜同皮聘趕往警示剛鐸攝政王迪耐瑟二世。
前往灰港岸路上的亞玟預見了她和亞拉岡的兒子，她返回瑞文戴爾說服父親，又讓父親重鑄納希爾聖劍。
甘道夫及皮聘先到達米那斯提力斯，謁見因波羅莫之死而悲傷的迪耐瑟二世，皮聘向迪耐瑟效忠以回報波羅莫的犠牲，悲傷的迪耐瑟無意採取任何措施回應索倫的行動。佛羅多等人路經米那斯魔窟附近，目睹安格馬巫王正派遣軍隊出擊的情況，魔窟方向出現異常電光後，甘道夫隨後指示皮聘燃點烽火台向洛汗求援。
魔多大軍渡過安都因河向剛鐸控制的奧斯吉力亞斯進攻，以法拉墨為首的剛鐸守軍大敗，撤返米那斯提力斯。敗軍被戒靈追擊，甘道夫營救他們，法拉墨向甘道夫透露了佛羅多等人的情況。
攻克奧斯吉力亞斯後，安格馬巫王下令要殺絕米那斯提力斯的人類。迪耐瑟不滿法拉墨棄守奧斯吉力亞斯，要他不惜一切代價奪回奧斯吉力亞斯。咕嚕繼續離間佛羅多及山姆，終使佛羅多趕走山姆。
法拉墨的自殺式攻勢全軍覆沒，他本人亦重創而回。同時，愛隆趕來會面亞拉岡，奉上納希爾聖劍，並促請亞拉岡以此劍召喚登哈洛的亡者參戰，亞拉岡遂聯同金靂、勒苟拉斯連夜出發。一直傾慕亞拉岡的洛汗王女伊歐玟懇求亞拉岡留下來，亞拉岡從愛隆口中得知亞玟為了他放棄了精靈的永生，拒絕了伊歐玟。翌晨，希優頓領導六千騎兵赴援，伊歐玟及梅里亦暗中混入軍隊。
魔多大軍開始圍攻米那斯提力斯，迪耐瑟誤以為重傷的法拉墨已離世，絕望及失去子嗣打垮了迪耐瑟，他下令剛鐸守軍放棄抵抗，甘道夫制伏了他，並指揮作戰。咕嚕引領佛羅多來到屍羅巢穴，佛羅多被屍羅的毒針所傷，山姆趕到，並擊退屍羅。山姆誤以為佛羅多已死，昏迷的佛羅多被半獸人帶走。
魔多大軍擊破了城門，守軍不支退守內城。此時，洛汗援軍抵達一度擊潰了魔多大軍，但隨著南方人的增援，魔多大軍在猛瑪的掩護下再次集結兵力。安格馬巫王重創希優頓，伊歐玟為了保護國王挺身與安格馬巫王對峙，亦被重創，梅里在危急關頭介入，與伊歐玟聯手殺死安格馬巫王。亞拉岡因說服亡者，並且得以亡者協助，找到了海盜船並帶領著亡者軍隊抵達戰場，隨後一起擊敗魔多軍隊。希優頓傷重逝世。亡者軍隊在履行了諾言後，亞拉岡將他們釋放，亡靈隨風而去。西力斯昂哥的守軍因佛羅多的一件秘銀甲衣而爆發內鬨，大部分半獸人守軍都死於這次衝突，山姆得以營救佛羅多，兩人向末日火山進發。
甘道夫得知一萬魔多士兵集結在西力斯昂哥與末日火山之間，堵住了佛羅多的去路。亞拉岡提議率領部隊開赴黑門以吸引索倫的注意力。
山姆及佛羅多即將抵達目的地，咕嚕在此時現身並襲擊兩人。佛羅多最終在末日火山被至尊魔戒控制，他戴上了魔戒將之據為己有，咕嚕上前搶奪魔戒，咬斷了佛羅多的手指，咕嚕得到魔戒後非常興奮，佛羅多上前糾纏，兩人在懸崖失足。佛羅多幸得山姆解救，咕嚕與至尊魔戒都被熾熱的熔岩摧毀。力量與至尊魔戒相連的索倫終告失敗，永遠失去了力量。正在黑門前作戰的半獸人及戒靈亦受到牽連。
末日火山爆發，正當介佛羅多及山姆都以為他們沒法再看見夏爾時，甘道夫與巨鷹拯救了他們。除了波羅莫外，魔戒遠征隊在米那斯提力斯團圓。亞拉岡被加冕為剛鐸國王，並再會亞玟。哈比人返回家鄉，山姆迎娶小玫·卡頓，佛羅多续作了西境紅皮書，他仍受到魔戒影響，他知道他無法在中土大陸平穩地生活，於是決定與甘道夫、比爾博、愛隆、凱蘭崔爾前往灰港岸，乘上離開中土大陸的船隻。山姆、皮聘及梅里各自回家，山姆最終回到家後以一句「我回來了」作終。

## 道具制作

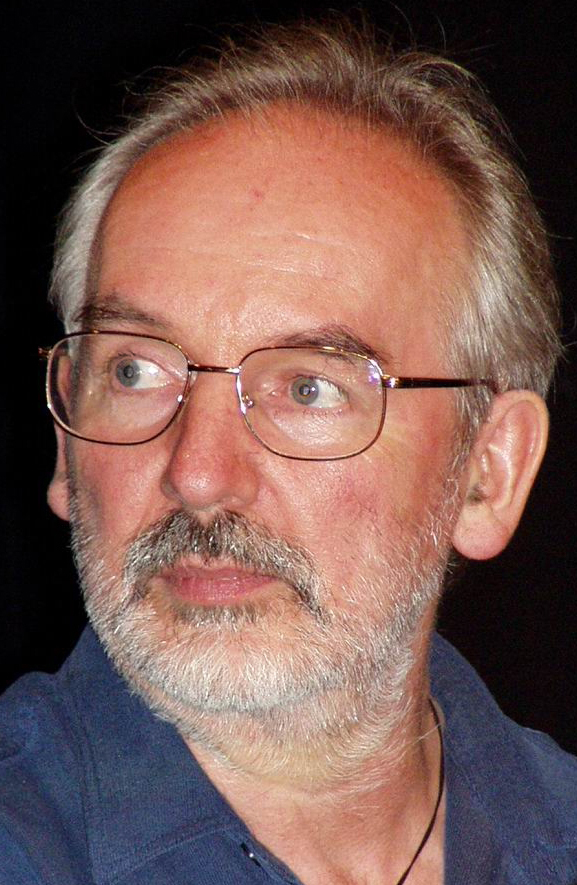
托爾金小說插畫家阿倫·李爾

傑克森在1997年8月開始和克里斯汀·瑞弗斯（Christian Rivers）一起進行分鏡，同時又指派員工設計中土大陸。傑克森僱用他的長期合作伙伴理查·泰勒（Richard Taylor）領導威塔工作室進行五項主要的設計工作：盔甲、武器、假體、生物及縮小模型。1997年11月，知名的托爾金小說插畫家阿倫·李爾（Alan Lee）及約翰·豪（John Howe）加入設計團隊，電影裡的許多圖像都是基於他們的插畫設計而成。美術監督葛蘭特·梅傑負責將李爾及豪的設計轉換成建築，構造模型。擔任美術指導的丹·漢納負責勘察場地及組織建築物。
傑克森眼中的中土大陸被形容為「雷·哈利豪森結合大衛·連的風格」。傑克森著重於這部奇幻電影的真實性及歷史性，嘗試令那個世界更為合理且可信，例如紐西蘭軍隊在拍攝前的幾個月開始建造哈比屯，讓植物能夠自然生長。各種生物都合理地循生物學的角度設計，如飛獸那龐大的翅膀有利於飛行。威塔工作室合共制造了四萬八千件盔甲、五百把弓及一萬支箭矢。他們又制造了大量假體，如1800對哈比人腿、大量給演員使用的耳朵、鼻子、頭顱，還編織了近19000件服裝。每一件小道具都由美術組特別設計，還考慮到各種不同的比例。

## 電影拍攝
三部電影的拍攝工作在1999年10月11日至2000年12月22日間同時在紐西蘭的各個保育區及國家公園進行，合共274天。在2001年至2004年內，每一年都會進行補拍。魔戒三部曲在超過150個不同的地點分為七組進行拍攝，如威靈頓及皇后鎮的攝影棚。除了傑克森指導整個拍攝工作外，其他的導演包括約翰·馬哈菲、傑夫·墨菲、弗朗西絲·威爾士、巴里·奧斯本、里克·波拉斯及其他的副導演、制片人、編劇都隨時候命。傑克森透過實時人造衛星接收信號監察各個小組的拍攝工作，劇本不斷的改寫以及各個小組為求達到傑克森預想的效果，傑克森每晚只睡四個小時。一些拍攝地點相當偏遠，直昇機可能不能夠及時抵達，工作人員須帶備救生裝備。紐西蘭的保育部門因允許拍攝工作在國家公園內進行而被批評為忽視了對環境造成的負面影響，有關部門又沒有向公眾通告。在東格里羅國家公園拍攝戰爭鏡頭對環境造成了破壞，事後須進行修復工作。

## 演員
以下是在魔戒三部曲電影加長版裡聲演及演出的演員名單：
| 角色                                          | 魔戒現身                                      | 雙城奇謀                 | 王者再臨                          |
| 魔戒遠征隊                                    | 魔戒遠征隊                                    | 魔戒遠征隊               | 魔戒遠征隊                        |
| --------------------------------------------- | --------------------------------------------- | ------------------------ | --------------------------------- |
| 佛羅多·巴金斯/Frodo Baggins                   | 伊利亞伍德                                    | 伊利亞伍德               | 伊利亞伍德                        |
| 亞拉岡/Aragorn                                | 維果‧莫天森                                   | 維果‧莫天森              | 維果‧莫天森                       |
| 波羅莫/Boromir                                | 肖恩·賓                                       | 肖恩·賓                  | 肖恩·賓                           |
| 梅里雅達克（梅里）·烈酒鹿/Meriadoc Brandybuck | 多明尼克·莫納罕                               | 多明尼克·莫納罕          | 多明尼克·莫納罕                   |
| 山姆衛斯·詹吉/Samwise Gamgee                  | 西恩·艾斯汀                                   | 西恩·艾斯汀              | 西恩·艾斯汀                       |
| 甘道夫/Gandalf                                | 伊恩·麥基倫                                   | 伊恩·麥基倫              | 伊恩·麥基倫                       |
| 金靂/Gimli                                    | 約翰·里斯-戴維斯                              | 約翰·里斯-戴維斯         | 約翰·里斯-戴維斯                  |
| 勒苟拉斯/Legolas                              | 奧蘭多布魯                                    | 奧蘭多布魯               | 奧蘭多布魯                        |
| 皮瑞格林（皮聘）·圖克/Peregrin Took           | 比利·包依德                                   | 比利·包依德              | 比利·包依德                       |
| 夏爾及布理                                    |                                               |                          |                                   |
| 比爾博·巴金斯/Bilbo Baggins                   | 伊恩·荷姆                                     |                          | 伊恩·荷姆                         |
| 羅貝拉·抱腹/Lobelia Sackville-Baggins         | 洛麗·唐吉                                     |                          |                                   |
| 巴力曼·奶油伯/Barliman Butterbur              | 大衛·韋瑟利                                   |                          |                                   |
| 小玫·卡頓/Rosie Cotton                        | 莎拉·麥克勞德                                 |                          | 莎拉·麥克勞德                     |
| 詹吉老人/Gaffer Gamgee                        | 諾曼·福西                                     |                          |                                   |
| 伊拉諾·加德納/Elanor Gardner                  |                                               |                          | 亞歷桑德拉·奧斯汀                 |
| 布理大門守衛/Harry Goatleaf                   | 馬田·桑德森                                   |                          |                                   |
| 農夫馬嘎/Farmer Maggots                       | 卡梅隆·羅德                                   |                          |                                   |
| 老諾克斯/Nobs                                 | 比爾·約翰遜                                   |                          |                                   |
| 艾佛拉·圖克/Adalgrim Took                     | 諾埃爾·阿普萊比                               |                          | 諾埃爾·阿普萊比                   |
| 琳達·傲腳/Linda Proudfoot                     | 美瑾·愛德華茲                                 |                          |                                   |
| 傲梭·塞克維爾巴金斯/Lotho Sackville-Baggins   | 彼得·哥尼根                                   |                          |                                   |
| 羅貝拉·塞克維爾巴金斯                         | 伊麗莎白·穆迪                                 |                          |                                   |
| 泰德·山迪曼/Ted Sandyman                      | 布萊恩·瑟金特                                 |                          |                                   |
| 瑞文戴爾及羅斯洛立安                          |                                               |                          |                                   |
| 亞玟/Arwen                                    | 莉芙·泰萊                                     | 莉芙·泰萊                | 莉芙·泰萊                         |
| 凱勒鵬/Celeborn                               | 馬頓·索柯斯                                   |                          | 馬頓·索柯斯                       |
| 愛隆/Elrond                                   | 雨果·威明                                     | 雨果·威明                | 雨果·威明                         |
| 凱蘭崔爾/Galadriel                            | 姬蒂·白蘭芝                                   | 姬蒂·白蘭芝              | 姬蒂·白蘭芝                       |
| 哈爾達/Haldir                                 | 克雷格·帕克                                   | 克雷格·帕克              |                                   |
| 盧米爾/Rúmil                                  | 約恩·班宗                                     |                          |                                   |
| 洛汗及剛鐸                                    |                                               |                          |                                   |
| 迪耐瑟/Denethor II                            |                                               | 約翰·諾伯                | 約翰·諾伯                         |
| 希優頓/Theoden                                |                                               | 柏納德·希爾              | 柏納德·希爾                       |
| 伊歐墨/Éomer                                  |                                               | 卡爾·厄本                | 卡爾·厄本                         |
| 伊歐參/Éothain                                |                                               | 山姆·戈梅里              |                                   |
| 伊歐玟/Éowyn                                  |                                               | 米蘭達·奧圖              | 米蘭達·奧圖                       |
| 法拉墨/Faramir                                |                                               | 大衛·溫漢                | 大衛·溫漢                         |
| 加姆林/Gamling                                |                                               | 布魯斯·霍普金斯          | 布魯斯·霍普金斯                   |
| 葛林伯/Grimbold                               |                                               |                          | 布魯斯·菲利普斯                   |
| 哈瑪/Hama                                     |                                               | 約翰·連                  |                                   |
| 樹鬍/Treebeard                                |                                               | 約翰·里斯-戴維斯（聲演） | 約翰·里斯-戴維斯（聲演）          |
| 哈拉斯/Haleth                                 |                                               | 卡魯姆·吉廷斯            |                                   |
| 伊歐拉斯\Imrahil                              |                                               |                          | 伊恩·休斯                         |
| 亡者國王/King of Dead                         |                                               |                          | 保羅·諾瑞爾                       |
| 馬迪爾/Madril                                 |                                               | 約翰·巴赫                | 約翰·巴赫                         |
| 摩溫/Morwen                                   |                                               | 羅賓·馬爾科姆            |                                   |
| 希優德/Theodred                               |                                               | 巴里斯·豪·斯錘維         |                                   |
| 戴莫德/Damrod                                 |                                               |                          | 阿利斯泰爾·白朗寧                 |
| 艾辛格及魔多                                  |                                               |                          |                                   |
| 至尊魔君索倫/Sauron                           | 薩拉·貝克                                     |                          | 薩拉·貝克                         |
| 咕嚕/Gollum                                   | 安迪·塞基斯                                   | 安迪·塞基斯              | 安迪·塞基斯                       |
| 哥巴葛/Gorbag                                 |                                               |                          | 斯蒂芬·烏雷                       |
| 葛斯摩/Gothmog                                |                                               |                          | 勞倫斯·馬寇爾                     |
| 葛力馬·巧言/Grima Wormtongue                  |                                               | 布萊德·多利夫            | 布萊德·多利夫                     |
| 葛力斯那克/Grishnákh                          |                                               | 斯蒂芬·烏雷              |                                   |
| 魯茲/Lurtz                                    | 勞倫斯·馬寇爾                                 |                          |                                   |
| 毛胡/Mauhúr                                   |                                               | 羅比·馬加西瓦            |                                   |
| 索倫之口/Mouth of Sauron                      |                                               |                          | 布魯斯·史賓斯                     |
| 至尊魔戒/The One Ring                         | 阿倫·霍華德（聲演）                           |                          | 阿倫·霍華德（聲演）               |
| 薩魯曼/Saruman                                | 基斯杜化·李                                   | 基斯杜化·李              | 基斯杜化·李                       |
| 夏格拉/Shagrat                                |                                               |                          | 彼得·泰特                         |
| 夏古/Sharku                                   |                                               | 傑德·布羅菲              |                                   |
| 史那加/Snaga                                  |                                               | 傑德·布羅菲              |                                   |
| 烏骨陸/Ugluk                                  |                                               | 納旦尼爾·利斯            |                                   |
| 安格馬巫王/Witch-king                         | 肖恩·朗吉 布倫特·麥金泰爾 安迪·塞基斯（聲演） |                          | 勞倫斯·馬寇爾 安迪·塞基斯（聲演） |
| 歷史人物                                      |                                               |                          |                                   |
| 德戈/Deagol                                   |                                               |                          | 湯馬斯·羅賓斯                     |
| 伊蘭迪爾/Elendil                              | 彼得·麥卡斯                                   |                          |                                   |
| 吉爾加拉德/Gil-Galad                          | 馬克·法古臣                                   |                          |                                   |
| 埃西鐸/Isildur                                | 亨利·先爾亞                                   |                          | 亨利·先爾亞                       |

## 特效
魔戒首部曲有540個特效鏡頭，二部曲有799個特效鏡頭，三部曲則有1488個特效鏡頭（合共2730個），加長版裡合共有3420個特效鏡頭。260位視覺特效制作人埋首於魔戒三部曲的工作，到《雙城奇謀》時人數倍增。占姆·萊特瑞及蘭迪·庫克領導他們長時間工作，他們往往要通宵工作務求在短時期內制作特效。聖盔谷之戰的幾個重要鏡頭都在《雙城奇謀》後期制作的最後六周內制作，同樣的情況也發生在《王者再臨》。

## 後期制作
在十二月的上映檔期之前，每部電影也有長達一年的後期制作時間，後期制作常在十月至十一月之間完成，然後工作人員便須立刻制作下一部電影。在後期制作的尾段，傑克森會前往倫敦監督配樂及剪輯的工作，他可以在松林制片廠（Pinewood Studios）利用電腦及粗管網絡進行討論及觀看特效。他擁有寶利通（Polycom）的視頻線路及5.1環繞音效系統，用以開會及聽取音樂及音效。

### 剪輯
為了減輕制作人員的工作壓力，傑克森為每部電影僱用不同的剪輯者。約翰·吉爾伯特（John Gilbert）負責《魔戒現身》，麥克·賀頓（Michael J. Horton）及傑勃斯·奧塞恩負責《雙城奇謀》，而傑克森的長期合作伙伴傑米·塞克（Jamie Selkirk）及安妮·柯林斯（Annie Collins）則負責《王者再臨》的剪輯工作。鏡頭的處理在1999年至2001年間匆忙地進行，六百萬尺長的電影膠片最終剪輯到十一小時二十三分鐘（683分鐘）的電影加長版長度。傑克森深明即使最好的劇本也會出現多餘的鏡頭，篩選鏡頭也是他每天繁瑣的工作之一。
《魔戒現身》的剪輯較為簡單，傑克森已有制作加長版的念頭，影片在後來重新剪輯了序言的部分。制作人員都知道《雙城奇謀》是制作最困難的一部電影，因為它既不是三部曲的開頭，也不是三部曲的結尾，難以適當地插入故事主線。即使《雙城奇謀》的預定日程已結束，傑克森還得繼續進行該部電影的剪輯工作，這導致了納希爾聖劍重鑄、咕嚕背景交代及薩魯曼之死的情節移到《王者再臨》。後來，劇院版刪去了薩魯曼之死的情節（仍保留在加長版），傑克森認為這對《王者再臨》的開頭部分不夠有力。傑克森在威靈頓的首映禮上才首次看到完整的電影。

#### 被刪的鏡頭
許多的電影鏡頭被棄用，就算在加長版上也沒有出現，包括：
《魔戒現身》
- 序言裡最後聯盟戰役的一些額外鏡頭。
- 兩名精靈少女在瑞文戴爾裡玩耍的鏡頭。
- 在錄音紀錄裡說明，佛羅多及山姆在遇見木精靈後，在睡夢裡被動物騷擾的鏡頭[25]。
- 愛隆會議的一些對話，如甘道夫解釋索倫如何鑄造至尊魔戒[25]。
- 魔戒遠征隊離開摩瑞亞後被半獸人追擊。這些未被使用的鏡頭可見於《魔戒現身》劇院版的宣傳資料及加長版的檔案。
- 波羅莫試圖奪取魔戒的遠景鏡頭[25]。
- 佛羅多戴上魔戒後看見更多中土大陸的畫面[25]。
- 帕斯加蘭更多的戰爭場面[25]。
- 強獸人在安都因河襲擊佛羅多及山姆[25]。

《雙城奇謀》
- 更多亞玟的鏡頭，包括倒敍亞玟邂逅年輕的亞拉岡（可見於《雙城奇謀》預告片）。
- 法拉墨洞悉佛羅多對咕嚕的情感[26]。
- 亞玟在聖盔谷的鏡頭，傑克森修正了劇情而被刪，原本作為亞玟及愛隆到羅斯洛立安拜訪凱蘭崔爾的伏筆（可見於《雙城奇謀》預告片），後來變成愛隆與凱蘭崔爾的心靈交流[26]。
- 聖盔谷之戰前夕希優頓在軍械庫向軍隊發表講話。
- 強獸人侵入，伊歐玟在閃耀洞穴保護難民[54]。
- 《雙城奇謀》預告片裡伊歐玟騎著馬在一個森林裡放下戰矛。
- 佛羅多及山姆在奧斯吉力亞斯作戰（在山姆撲倒佛羅多後）。作戰鏡頭被刪去，但仍保留佛羅多以刺針指向山姆的鏡頭[55]。

《王者再臨》
- 薩魯曼臨死時的對話，他揭示了葛力馬·巧言毒害希優頓，給出巧言殺害薩魯曼的理由[56]。
- 瑞文戴爾裡愛隆與亞玟的對話，亞玟決定靜候亞拉岡。愛隆離開前說：「你那優雅的生命正在逝去，我再也不能保護你。」[57]
- 山姆利用埃蘭迪爾之光逃避了西力斯昂哥守衛的警備。
- 索倫在黑門現身與亞拉岡搏鬥，傑克森認為這個鏡頭並不合適，於是以電腦特技制作的食人妖取代[36]。
- 在預告片裡，皮聘在黑門擁抱著受傷的梅里。
- 更多的結尾鏡頭，包括交代金靂及勒苟拉斯在戰後的情況、伊歐玟及法拉墨的婚禮以及亞拉岡的逝世及葬禮[58]。

彼得·傑克森稱，他想在家庭影院版的「終極版本」裡採用這些沒有被使用過的鏡頭。這些鏡頭不會插入電影裡，卻可分別觀看，該版本也會提供一些被剪掉的部分。

#### 音樂

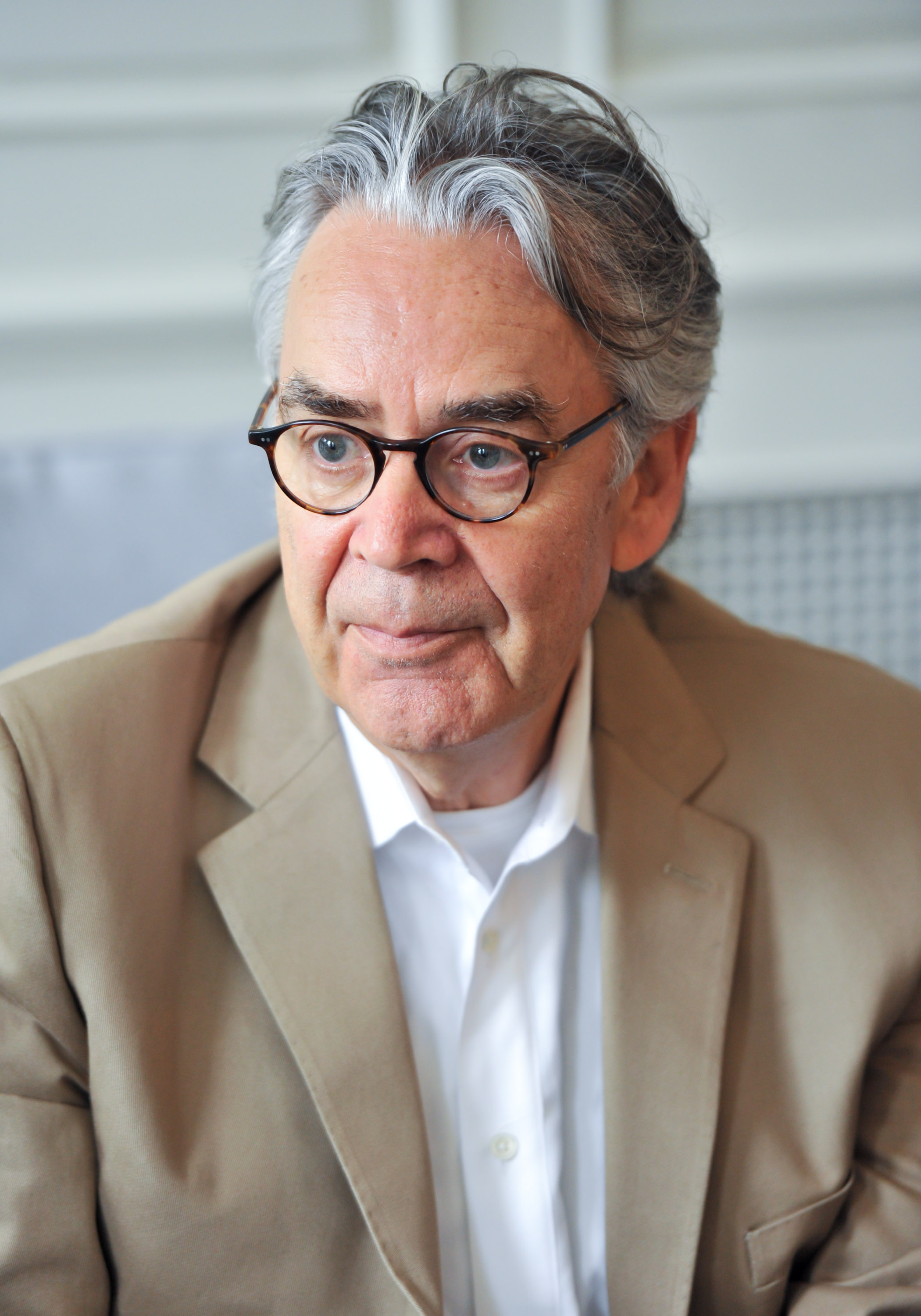
霍華德·肖，魔戒三部曲的電影配樂皆由他所負責

霍華德·肖配樂、編曲及制造魔戒三部曲的音樂。他在2000年8月被僱用，他視察攝影場地及觀看了《魔戒現身》及《王者再臨》的片段。霍華德·肖設計了許多代表不同角色和地點的樂調，例如有些用於哈比人及夏爾的樂調。《魔戒現身》的一些配樂在威靈頓錄音，而絕大多數的魔戒三部曲配樂都在沃特福德進行錄音，在艾比路錄音室（Abbey Road Studios）混合音效。傑克森計劃每年也會在倫敦花六周來進行配樂方面的工作，而在制作《雙城奇謀》時他更逗留了十二周。
配樂主要由伦敦爱乐乐团演奏，許多藝人如賓·德爾·馬埃斯特羅（Ben Del Maestro）、恩雅、芮妮·弗萊明、詹姆斯·高威、安妮·倫諾克斯（Annie Lennox）及艾蜜莉亞娜·托里尼（Emilíana Torrini）都參與了魔戒的配樂演奏。演員比利·包依德、維高·摩天臣、莉芙·泰萊、米兰达·奥图及彼得·傑克森都作出了貢獻。弗朗西絲·威爾斯及菲利帕·鮑恩斯都為一些音樂及歌曲寫下歌詞，語言學家大衛·薩洛將它們翻譯成托爾金語言。《王者再臨》的結尾歌曲《航向西方》（Into the West）是獻給傑克森及威爾斯年輕時的好友卡麥隆·鄧肯（Cameron Duncan），他在2003年因癌症逝世。
除了不同角色的主題曲外，霍華德·肖還為《魔戒現身》創作了主題曲《魔戒南行》（The Ring Goes South）。個別的樂曲代表著不同的文化。

#### 聲響
聲響技術員在早期都嘗試尋找適當的聲響。一些動物的叫聲，如老虎、海象等都被採用，也包含人類的聲音。弗朗西絲·威爾斯協助制造戒靈的尖叫聲，大衛·法默負責調制座狼的咆哮聲。一些聲響的來源是意想不到的：飛獸的尖叫聲是來自驢，猛瑪的怒吼聲是來自獅吼。許多的對白都採用了配音。
技術員在紐西蘭當地獲得聲響的來源。他們在一條荒廢的隧道錄音，以制造摩瑞亞的回音效果。一萬名紐西蘭欖球愛好者在傑克森的指導下制造《雙城奇謀》裡強獸人的聲響。他們在晚間的墓地上錄音，又讓建築工人拋下石塊來制造《王者再臨》裡巨石呼嘯著地的聲響。

## 發行
魔戒三部曲的網上宣傳預告片在2000年4月27日釋出，打破了下載點擊的紀錄。在預告片釋出的首24小時內，點擊達到170萬次。預告片使用了《勇敢的心》及《肖申克的救赎》的一些聲帶。2001年，魔戒三部曲一段長達24分鐘的影片鏡頭在康城電影節展示，主要都是摩瑞亞的情節，備受好評。電影節上的一個區域特別設計成相似中土大陸。那段鏡頭的詳情可參見這裡：（页面存档备份，存于）
《魔戒首部曲：魔戒現身》在2001年12月19日發行，在美國發行後的首周錄得4700萬美元的收入，在全球更錄得8.71億美元的收入。《魔戒二部曲：雙城奇謀》的預告片在電影末段播出。
《魔戒二部曲：雙城奇謀》的宣傳預告片在稍後釋出，預告片包含了一些《噩夢輓歌》的重錄音樂。《魔戒二部曲：雙城奇謀》在2002年12月18日發行，在美國發行後的首周錄得6200萬美元的收入，打破了前作的成績，在全球更錄得9.26億美元的收入。
《魔戒三部曲：王者再臨》的宣傳預告片在新線影業的電影《盛夏獅王》在2003年9月23日發行前釋出。《王者再臨》在2003年9月23日上映，在美國發行後的首周獲利7200萬美元，在全球錄得10億美元的收入，成為電影票房收入僅次於《鐵達尼號》、《阿凡達》的電影。
每部電影都以標準雙DVD版本的形式發售，包括下一部電影的預告片。魔戒三部曲在影院裡大受歡迎，促成了特別加長版的誕生，特別加長版加入了新的鏡頭、特效及音樂。特別加長版並不是導演的式樣，傑克森曾經說他比較喜歡影院版。
每部電影的特別加長版光碟也有各自不同的特徵，特別加長版DVD版本發行如下：
- 《魔戒首部曲：魔戒現身》－ 2002年11月12日發行，片長較影院版多出30分鐘，綠色的封套。封套上印有阿倫·李爾的油畫，展示魔戒遠征隊進入摩瑞亞的畫面，封套的背面可見到摩瑞亞大門，收藏版附送亞苟那斯式樣的書擋。
- 《魔戒二部曲：雙城奇謀》－ 2003年11月18日發行，片長較影院版多出44分鐘，紅色封套背面印上了洛汗的太陽標誌及甘道夫。收藏版附送史麥戈的雕像，可在限定時間內訂購咕嚕的雕像。
- 《魔戒三部曲：王者再臨》－ 2004年12月14日發行，片長較影院版多出52分鐘，剛鐸聖白樹印在藍色封套上，還有阿倫·李爾所畫的灰港岸。收藏版附送米那斯提力斯模型，可在限定時間內訂購米那斯魔窟的模型。

特別加長版DVD版本的封套內有一份魔戒遠征隊的地圖，在電影院裡也曾播出。
2006年8月28日，影院版及加長版被制作成無接縫分支版本，並加入了寇斯塔·包提斯制作的紀錄片段。該完整版本在2006年11月14日發行，包含六張光碟。
2008年5月，傑克森表示他正與華納兄弟合作魔戒三部曲的高畫質藍光光碟，當時仍未確定發售日期。2009年4月16日，華納兄弟宣佈將於2009年後半年發售魔戒三部曲影院版的藍光光碟。傑克森又表示，特別加長版的藍光光碟正在開發，將會在2011年與《哈比人歷險記》同步發行。2009年7月，傑克森在接受訪問時透露特別加長版藍光光碟會在2010年發行，可能會加入一些新的元素。
事隔兩年，擁有六片藍光光碟和九片DVD，總計十五片光碟的豪華盒裝版於2011年9月下旬上市，共計播放時間總長度達到726分鐘。

## 評價
魔戒三部曲是史上錄得最高利潤的電影三部曲，擊敗其他的電影大作如《星際大戰》三部曲及《教父》。魔戒三部曲合共帶來了29.1億美元的收益。魔戒三部曲亦是奧斯卡金像獎獲獎數量最多的紀錄保持者。
大多數的評論者都對魔戒三部曲稱讚有加。《洛杉磯時報》的影評家肯尼斯·杜蘭寫道：「在短期內也不會有任何電影可與魔戒三部曲相提並論」。演員伊恩·麥基倫、辛·艾斯丁、肖恩·賓、安迪·薛堅斯及柏納德·希爾在魔戒三部曲裡的表現在觀眾民意調查裡引人注目，電影的特效及咕嚕都備受賞識。少數影評家如《芝加哥太陽報》的羅傑·艾伯特對魔戒三部曲並沒有如此高的評價，他同樣讚揚電影的特效，但對故事本身持批評的態度，魔戒三部曲裡沒有一部名列他心目中的前十電影。總括而言，魔戒三部曲在爛番茄網站上得到94%的正面評價（《魔戒現身》得到92%的正面評價、《雙城奇謀》得到96%的正面評價、《王者再臨》得到94%的正面評價）。
在著名IMDB網路電影資料庫方面，魔戒電影三部曲都取得了非常高的評價（首部曲為8.8/10分、二部曲為8.7/10分、三部曲為8.9/10分)。自2013年起，每部魔戒系列作品都在IMDB的250部最佳影片中維持前20位。
魔戒三部曲名列許多的「十大」電影名單，如達拉斯-沃斯堡影評人協會十大電影、時代雜誌影史百大電影、詹姆斯·伯洛戴利的百大電影及銀幕目錄的「影史十大電影」（魔戒三部曲被視為一部分作三部分的電影）。2007年，《今日美國》認為魔戒三部曲是二十五年來最重要的電影。
魔戒三部曲在銷量上超越同時代的其他三部曲電影如《加勒比海盜》、《蜘蛛人》、《星球大戰前傳》。

### 奧斯卡金像獎
魔戒三部曲一共取得30項奧斯卡金像獎提名，獲得17個獎項，是電影三部曲的一個紀錄。《王者再臨》的所有提名都獲得獎項，這是極為罕見的，當中《王者再臨》獲得的最佳影片獎被視為是代表魔戒三部曲獲得的。《王者再臨》與《賓漢》及《鐵達尼號》同是奧斯卡金像獎獲獎數量最多的紀錄保持者，獲得11個獎項。《魔戒現身》的演員伊恩·麥基倫雖然獲得提名，但魔戒三部曲裡的演員並沒有獲得任何獎項。
- 《魔戒現身》－ 提名：13項，獲獎：4項
- 《雙城奇謀》－ 提名：6項，獲獎：2項
- 《王者再臨》－ 提名：11項，獲獎：11項

| 獎項           | 提名及獲獎           | 提名及獲獎 | 提名及獲獎            |
| 獎項           | 魔戒現身             | 雙城奇謀   | 王者再臨              |
| -------------- | -------------------- | ---------- | --------------------- |
| 最佳藝術指導獎 | 提名                 | 提名       | 獲獎                  |
| 最佳攝影獎     | 獲獎                 |            |                       |
| 最佳服裝設計獎 | 提名                 |            | 獲獎                  |
| 最佳導演獎     | 提名                 |            | 獲獎                  |
| 最佳剪輯獎     | 提名                 | 提名       | 獲獎                  |
| 最佳化妝獎     | 獲獎                 |            | 獲獎                  |
| 最佳原創音樂獎 | 獲獎                 |            | 獲獎                  |
| 最佳歌曲獎     | 提名 (《但願》)      |            | 獲獎 （《航向西方》） |
| 最佳影片獎     | 提名                 | 提名       | 獲獎                  |
| 最佳音效剪輯獎 |                      | 獲獎       |                       |
| 最佳混音獎     | 提名                 | 提名       | 獲獎                  |
| 最佳男配角獎   | 提名 （伊恩·麥基倫） |            |                       |
| 最佳視覺效果獎 | 獲獎                 | 獲獎       | 獲獎                  |
| 最佳改編劇本獎 | 提名                 |            | 獲獎                  |

魔戒三部曲的每一部電影都獲得MTV電影大獎的最佳電影獎及雨果獎最佳劇本的獎項。《魔戒現身》及《王者再臨》都獲得英國電影和電視藝術學院的最佳電影獎項。《雙城奇謀》的聲帶不能獲得奧斯卡金像獎的提名，因條例禁止前作含音樂的聲帶被提名，而這條例在《王者再臨》被提名時已被廢除，故《王者再臨》可獲得獎項。

### 原著、電影差異的反響
魔戒電影三部曲廣為人所接受，但一些魔戒小說的讀者不滿改編電影所作出的變動。角色如甘道夫、亞拉岡、亞玟、迪耐瑟、法拉墨、金靂甚至主角佛羅多·巴金斯的一些改動及情節的差異（如精靈參與聖盔谷之戰及法拉墨將哈比人帶到奧斯吉力亞斯）被認為改變了原著原來的風格及主題思想。
有許多人非議改編電影將臨水之戰刪去，托爾金書迷認為這部分相當重要。
知名的托爾金學者韋恩·哈蒙德（Wayne Hammond）對魔戒三部曲的首兩部作出了以下的評論：
|  | 我發現杰克逊的這兩部電影歪曲了原著……情節上只是基本忠於原著……刪減及縮短是必須的，但在沒有很好的理由之下，不要改動或添加一些新的元素……直到現時為止，電影裡取得了成功的地方都是依照托爾金原著的地方，而敗筆則是那些偏離了托爾金原著的部分，特別是在人物性格方面。電影裡的許多角色的個性都較原著陰暗和軟弱（特別是佛羅多），或侮辱地模仿原著角色（皮聘、梅里、金靂）……制片人犠牲了托爾金小說豐實的故事內容及角色性格，更別說那些不合情理的竄改、低級趣味、低級驚悚……許多的評論家都讚揚電影忠於原著，甚至超越原著，這就像在傷口上灑鹽，無法令人接受…… |

一些不滿改編電影的書迷釋出了他們修改版本電影，去除了許多電影作出的變更，使其更忠於原著。他們制作了一個合共八小時的魔戒三部曲版本，稱為《魔戒：純化版》。
魔戒電影三部曲的支持者則主張電影很好地詮釋了原著，絕大部分的變動也是必要的。許多的魔戒電影參與者本身也是魔戒小說的愛好者，基斯杜化·李更曾與托爾金會面，鮑恩斯認為不論怎麼，這只不過是他們對原著的詮釋。傑克森也曾經說，如果只將原著簡化並放上銀幕只會把它弄糟，又說：「是的，電影並不是真正的《魔戒》，但這仍是很棒的電影。」其他的書迷也認為，電影即使出現了變動，這也是對原著的尊崇，去懇請那些沒有讀過原著的觀眾去閱讀。阿爾達百科全書（托爾金網上百科全書）寫道：
|  | 向彼得·杰克逊及魔戒電影的工作致謝似乎是合適的，縱使他們的電影與原著的規模及錯綜複雜的事物並不太相近，要制作到與原著一致是不可能的，他們的電影依然是一部傑作。特別是彼得·杰克逊的制片人勇於去接受如此困難的挑戰並取得如此優秀的成果，應該受到欽佩。《魔戒》完整的故事是不可能電影化的，而彼得·杰克逊卻是能夠做得比任何人都接近的一個。 |

2005年，神話會社（Mythopoeic Society）出版了一卷收錄魔戒電影三部曲的評論文章及研究電影對流行文化所造成的影響的書籍，書名是《電影上的托爾金：評論彼得·傑克森的魔戒》。這著作因其評論中肯、評論合理而備受好評，該書「尋求電影的成功之處及失敗之處，並找出電影被許多人讚揚及悲嘆的原因」。書裡的評論文章包含比較魔戒原著與電影對女性的取態、對支持電影的評論、評估原著與電影對英雄及英雄主義的看法異同。凱茜·阿科爾斯-喬丹、珍·錢斯、維多利亞·基杜斯克、莫琳·杜姆主張女性代表人物亞玟在電影裡雖與原著有所不同，但亦大抵忠於原著。大衛·布賴曼批評一些迴護電影的論點，諸如「這是傑克森的視角，不是托爾金的」、「他們已經很努力了」、「這為小說帶來了新讀者」、「完美的電影片長應該有四十小時」、「小說依然被放在書架上」等。他寫道：「彼得·傑克森對托爾金小說的理解力只有九歲小孩的程度」，又將電影評價為「一等的視覺及道具、二等的獨立創作、三等的忠於托爾金原著、四等的表達托爾金精神及風格」。達恩·蒂蒙斯寫道，電影的主題被佛羅多的形象破壞，電影裡的佛羅多較原著軟弱。凱拉·麥金尼·威金斯認為，電影錯解了及曲解了托爾金小說所表達的英雄本質，這是電影將重點由角色的成長轉移到動作冒險的結果。珍妮特·布倫南·克羅夫特批評電影的劇本，又比較托爾金小說的細膩與傑克森電影「太多太急」的傾向。

## 影響
魔戒電影三部曲的上映及發行掀起了《魔戒》及托爾金相關著作的熱潮，大為提高了托爾金對流行文化的影響力。有傳托爾金家族因電影三部曲而不和，克里斯托夫·托爾金與西蒙·托爾金因對改編電影的觀點不同而反目。克里斯托夫·托爾金否認有關的傳聞：「我個人的觀點是《魔戒》不適宜轉換成銀幕電影。那些認為我反對及敵視魔戒電影三部曲的言論是完全沒有根據的。」他又補充，他並沒有「表達這種情感」。魔戒小說的改編舞台音樂劇在2006年於多倫多上演，但由於反應冷淡而結束。2007年夏季，該舞台音樂劇的縮短版在倫敦上演。魔戒電影三部曲的成功促使相關電腦遊戲及衍生商品的生產制作。
魔戒電影三部曲的成功使彼得·傑克森成為電影業界裡繼史提芬·史匹堡及佐治·魯卡斯後的佼佼者，與一些行內的重量級人物布萊恩·辛格、法蘭·達拉本特及占士·金馬倫齊名。傑克森成立了屬於他的電影公司溫紐特影片公司（Wingnut Films）及遊戲開發公司溫紐特工作室（Wingnut Interactive）。2005年，傑克森得以重新制作《金剛》，雖然表現不如魔戒三部曲，但也取得不錯的票房收入。傑克森被稱為紐西蘭的「寵兒」。2004年，霍華德·肖舉行《魔戒交響史詩》巡迴演出，每次演出長約兩小時。魔戒電影三部曲及哈利波特振興了奇幻電影。魔戒三部曲以後，動作捕捉技術都被應用於《金剛》、《智能叛變》、《朱古力獎門人》及《加勒比海盜：決戰魔盜王》的角色上。魔戒電影所使用的虛擬環境多代理模擬系統（MASSIVE，一種高端電腦動畫及人工智能軟件）被其他的史詩式電影作品使用，包括《天國驕雄》。魔戒電影三部曲帶動了紐西蘭的旅遊業，電影裡展示了紐西蘭的壯麗景色，吸引遊客慕名而來。
魔戒電影三部曲所帶來的收益引起訴訟案件。十五名魔戒演員（諾埃爾·阿普萊比、傑德·布羅菲、馬克·法古臣、拉伊·亨伍德、布魯斯·霍普金斯、威廉·約翰遜、納旦尼爾·利斯、莎拉·麥克勞德、伊恩·穆內、保羅·諾瑞爾、克雷格·帕克、羅伯特·波洛克、馬田·桑德森、彼得·泰特及斯蒂芬·烏雷）提出起訴，指他們沒有從電影演出的相關產品得到應得的收益。案件在2008年審結，各演員獲得補償，然而諾埃爾·阿普萊比在2007因癌症逝世。索爾·薩茲在2004年亦提出訴訟，指他沒有收到全數的專利使用權費用。翌年，傑克森因利潤分成問題指控新線。托爾金信託在2008年2月提出訴訟，指控新線拖欠應付的7.5%利潤分紅，索償1.5億美元。法官否決了控方的懲罰性索償，但卻容許控方得到因新線違反合約的賠償。2009年9月8日，信托機構與新線達成和解（掃除了制作新電影《哈比人歷險記》的障礙）。

## 外部連結
- 電影官方網站（页面存档备份，存于）
- 至尊魔戒（页面存档备份，存于）－魔戒電影網站
- 佛羅多特權（页面存档备份，存于）
- 魔戒三部曲